# Osga-das-selvagens
Osga-das-selvagens (Tarentola bischoffi), é um réptil escamado da família das osgas. É endémica das ilhas Selvagens, território pertencente ao arquipélago da Madeira.